# Litani (Gade)
Litani is een compositie of deel daarvan van Niels Gade. Van Gade is een aantal manuscripten verzameld door Det Kongelige Bibliotek. Van een aantal daarvan is de herkomst en datering bekend, van deze litani is zelfs de taal niet te achterhalen en dus ook niet wie eventueel de schrijver van de tekst is. Gade was organist van diverse kerken in Kopenhagen en zou dus best iets geschreven kunnen hebben voor een litanie. 